# Сиракьюс Кранч
«Сиракьюс Кранч» (англ. Syracuse Crunch) — профессиональный хоккейный клуб, выступающий в Американской хоккейной лиге. Базируется в городе Сиракьюс, штат Нью-Йорк, США. Является фарм-клубом команды НХЛ «Тампа Бэй Лайтнинг».

## История
Свою историю команда начала под названием «Гамильтон Кэнакс». В течение двух сезонов «Кэнакс» играли в Гамильтоне. 
В 1994 году франшиза переехала в Сиракьюс. Затем в результате публичного голосования, в котором участвовало пять названий, команда была переименована в «Кранч». Свою первую игру в городе сыграли 30 сентября 1994 года против «Олбани Ривер Рэтс» со счётом 7:7.

## Клубные рекорды
Сезон
Голы (40) — Лонни Бохонос (1995-96)
Передачи (60) — Алекс Барре-Буле (2022-23)
Очки (84) — Алекс Барре-Буле (2022-23)
Штраф (357) — Джоди Шелли (2000-01)
Коэффициент пропущенных голов (2,18) — Жан-Франсуа Лаббе (2001-02)

Карьера в клубе
Голы — 109 — Алекс Барре-Буле
Передачи — 174 — Алекс Барре-Буле
Очки — 283 — Алекс Барре-Буле
Штраф — 820 — Джереми Райх
Вратарские победы — 78 — Карл Геринг
Игры — 378 — Дэниел Уолкотт